# Mikko Lindström
Mikko Viljami Lindström, més conegut com a Lily Lazer o Linde, és el guitarrista de la banda finlandesa de Love Metal HIM.
Va néixer el 12 d'agost de 1976 a Klaukkala. És la mà dreta de Ville Valo, vocalista de Him, tan així que aquest ha arribat a dir que Lily és el seu germà. Es va fer dreadlocks ('rastes') l'any 2000, per això HIM ha dit en diverses ocasions: "Quan vam començar, estàvem en contra del moviment Rastafari, però ara per culpa del cabell de Lily hauríem de recolzar-lo".
El 2001 va desenvolupar un projecte anomenat "Daniel Lioneye & the Rollers" amb Migé Amour i Ville Valo. Ell era el vocalista, cosa que és estrany, ja que és el membre de Him que menys parla, tanmateix va ser Valo qui va donar la cara a les entrevistes de la banda. Van gravar un únic disc i van ser vistos en viu en un màxim de 5 concerts. Daniel Lioneye és un projecte que Linde continua liderant.